# Asparaginyl-ARNt synthétase
L'asparaginyl-ARNt synthétase est une ligase qui catalyse la réaction :
ATP + L-asparagine + ARNtAsn  {\displaystyle \rightleftharpoons }  AMP + pyrophosphate + L-asparaginyl-ARNtAsn.
Cette enzyme assure la fixation de l'asparagine, l'un des 22 acides aminés protéinogènes, sur son ARN de transfert, noté ARNtAsn, pour former l'aminoacyl-ARNt correspondant, ici l'asparaginyl-ARNtAsn.